# 卡薩達加 (佛羅里達州)
卡薩達加（英語：Cassadaga）是位於美國佛羅里達州福祿喜雅縣的一個非建制地區。該地的面積和人口皆未知。

## 地理
卡薩達加的座標為28°57′59″N 81°14′09″W / 28.96639°N 81.23583°W，而該地的平均海拔高度為18米（即59英尺）。